# 鄭仰平
鄭仰平，MBE（Cheng Yang-ping，1929年9月19日—2014年7月25日），香港即時傳譯專家，1948年曾入讀廣州中山大學學醫，1950年移居澳門與家人團聚中斷大學教育，1960年考入印度新德里電台當中文播音員，1965年到英國廣播公司電台從事繙譯及廣播工作。
1972年4月加入香港政府擔任總即時傳譯主任，協助港府在同年為立法局引入中英文即時傳譯服務。1982年至1984年英國與中華人民共和國就香港前途問題展開談判期間，他充任英方首席傳譯員，曾為英國首相戴卓爾夫人、香港總督尤德爵士和英國駐華大使柯利達爵士等英方代表服務。中英兩國於於1984年12月19日簽署《中英聯合聲明》後，他於1985年元旦授勳名單獲英廷頒授MBE勳銜，以資肯定。他於1986年6月晉升為總會議傳譯主任，翌年從港府退休。